# Jack Bland
Jack Bland (Sedalia, 8 maggio 1899 – Los Angeles, 18 ottobre 1968) è stato un suonatore di banjo e chitarrista statunitense.
Gelataio di professione e banjoista per diletto, fece parte del nucleo originale dei Mound City Blue Browers, il complesso che Red McKenzie formò a Saint Louis nel 1924. Fu con questo gruppo, nelle sue vari composizioni, per diversi anni. Dal 1930 si avviò in un'attività indipendente a New York mentre, nel periodo 1942-1943 collaborò con Marty Marsala e quindi con Art Hodres. Nel 1944 diresse un proprio gruppo nel locale "Club 51" di New York.
Più tardi si stabilì in California e, salvo per occasionali apparizioni sulle scene di Los Angeles, fece vita privata.
Con il gruppo dei Mound City Blue Browers incise molti dischi ed è anche noto per aver partecipato alle sessioni discografiche del 1932 con i Rhythm Makers.
Registrò anche una serie di ottimi dischi con i George Wettling's Rhythm Kings nei primi mesi del 1940.